# Theodore McLear
Theodore Joseph „Ted” McLear (ur. 29 czerwca 1879 w Newark, zm. w  kwietniu 1958) – amerykański zapaśnik walczący w stylu wolnym.
Srebrny medalista igrzysk olimpijskich w 1904 w St. Louis w wadze piórkowej.

## Letnie Igrzyska Olimpijskie 1904
| Konkurencja         | Rundy eliminacyjne     | Rundy eliminacyjne        | Rundy eliminacyjne        | Klas. końcowa |
| Konkurencja         | Ćwierćfinał            | Półfinał                  | Finał                     | Miejsce       |
| ------------------- | ---------------------- | ------------------------- | ------------------------- | ------------- |
| 61,24 kg styl wolny | Louis Strebler (CAN) Z | Dietrich Wortmann (GER) Z | Benjamin Bradshaw (USA) P | 2.            |